# Лобез
Ло́без (ˈwɔbɛs, Pl-Łobez.oggо файле) (пол. Łobez, нем. Labes) — город в Польше, входит в Западно-Поморское воеводство, Лобезский повят. Имеет статус городско-сельской гмины. Занимает площадь 11,8 км². Население — 10 598 человек (на 2012 год).  Расстояние до Балтийского моря примерно 70 км, столица провинции — Щецин — находится в 90 км.

## История
Лобез находится на месте старинной славянской деревни, основанной в X веке. Сам город был основан в XIII веке рыцарем фон Борк. Рыцари, перебравшиеся из окрестностей Колобжега, дали городу название «Лобез» примерно в 1295 году. В XIV веке у города появились свой мэр и городской совет, а затем вокруг города была построена стена, разрушенная в XVIII веке. В 1460 году получил свой собственный суд. Семьёй Ворек был построен замок, в котором их правление продолжалось до XVIII века. В XVII веке город находился в подчинении Бранденбурга, затем Пруссии, с 1871 — Германской империи, с 1933 подчинился Третьему рейху.
Во время Второй мировой войны в Лобезе располагались два лагеря военнопленных, в которых находились поляки, русские и французы, работавшие в городе и в окрестных деревнях. Ночью 3 марта 1945 года Лобез был освобождён Красной армией, партизанами и войсками Польши после тяжелых боёв с местным подразделением Гитлерюгенд — Jagdkommandos, вооружённых в основном ручными гранатомётами «Панцерфауст».
В боях за Лобез принимали участие:
- 44-я гвардейская танковая бригада 1-й танковой армии Первого Белорусского фронта под командованием дважды Героя Советского Союза полковника Иосифа Гусаковского,
- Партизанский отряд, в состав которого входили поляки и бойцы других национальностей (русские, французы и сербы), сбежавшие из близлежащих концентрационных лагерей,
- Польский 43-й артиллерийский полк под командованием майора Ильи Садовского.

### История названия города
Первые источники утверждают, что название города было Lobis (1271), Lobese (1280), Lobse (1285). Польские историки полагают, что город получил своё название от старославянского названия камыша или реки, над которой расположен город (laba, lobose, łabuź). Немецкие историки считают, что название города происходит от слова «лебедь» (старославянский: labez, labendz). Нынешнее название города Łobez официально установлено 19 мая 1946 года.

## Инфраструктура
В городе находится один из пяти (на 2022 год) распределительных центров польской сети продуктовых и промышленных магазинов Dino Polska SA.

## Транспорт
Лобез — крупная промежуточная станция на линии Щецин — Гданьск.
Курсируют как поезда дальнего сообщения, так и пригородные поезда до Кошалина, Старгарда, Щецина, Новограда и др.

## Фотогалерея

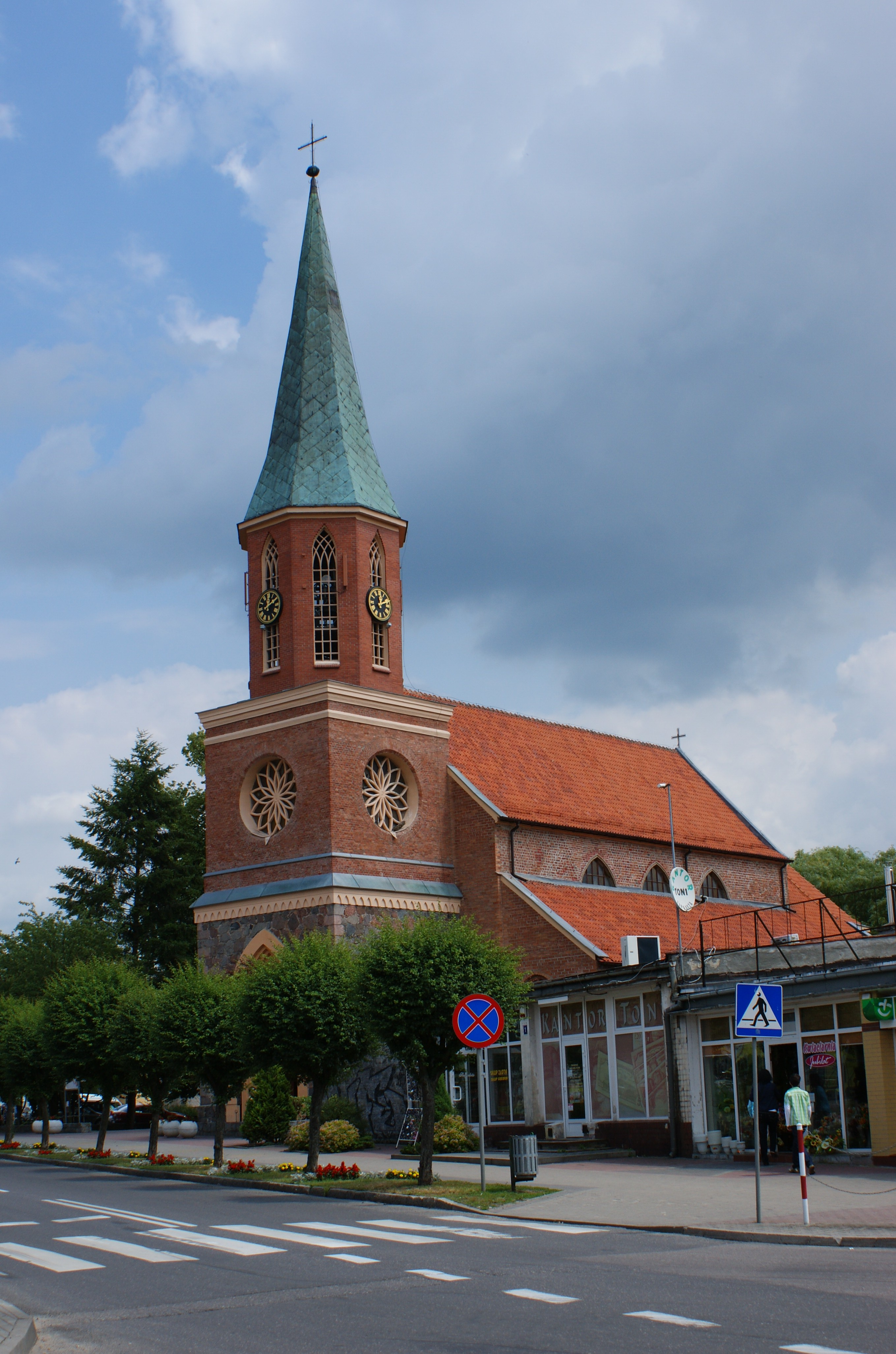
Церковь — XV век
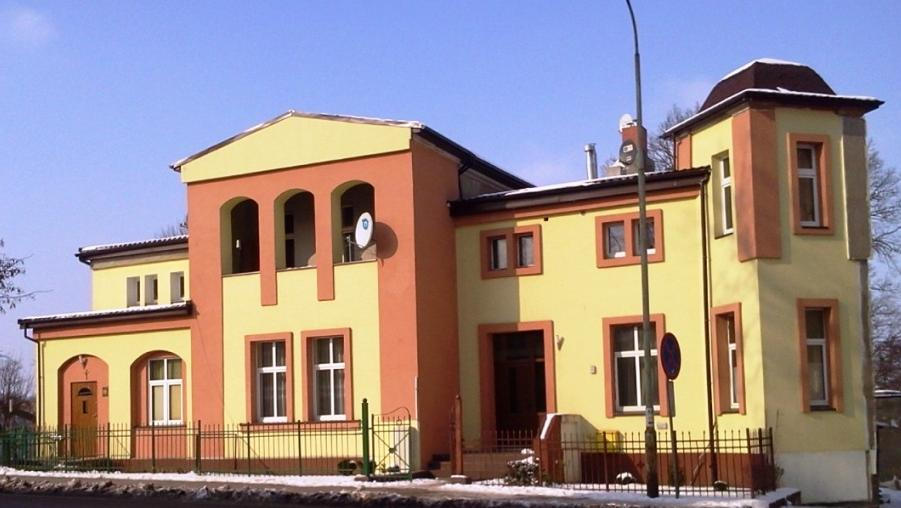
Исторический дом — в начале XX века
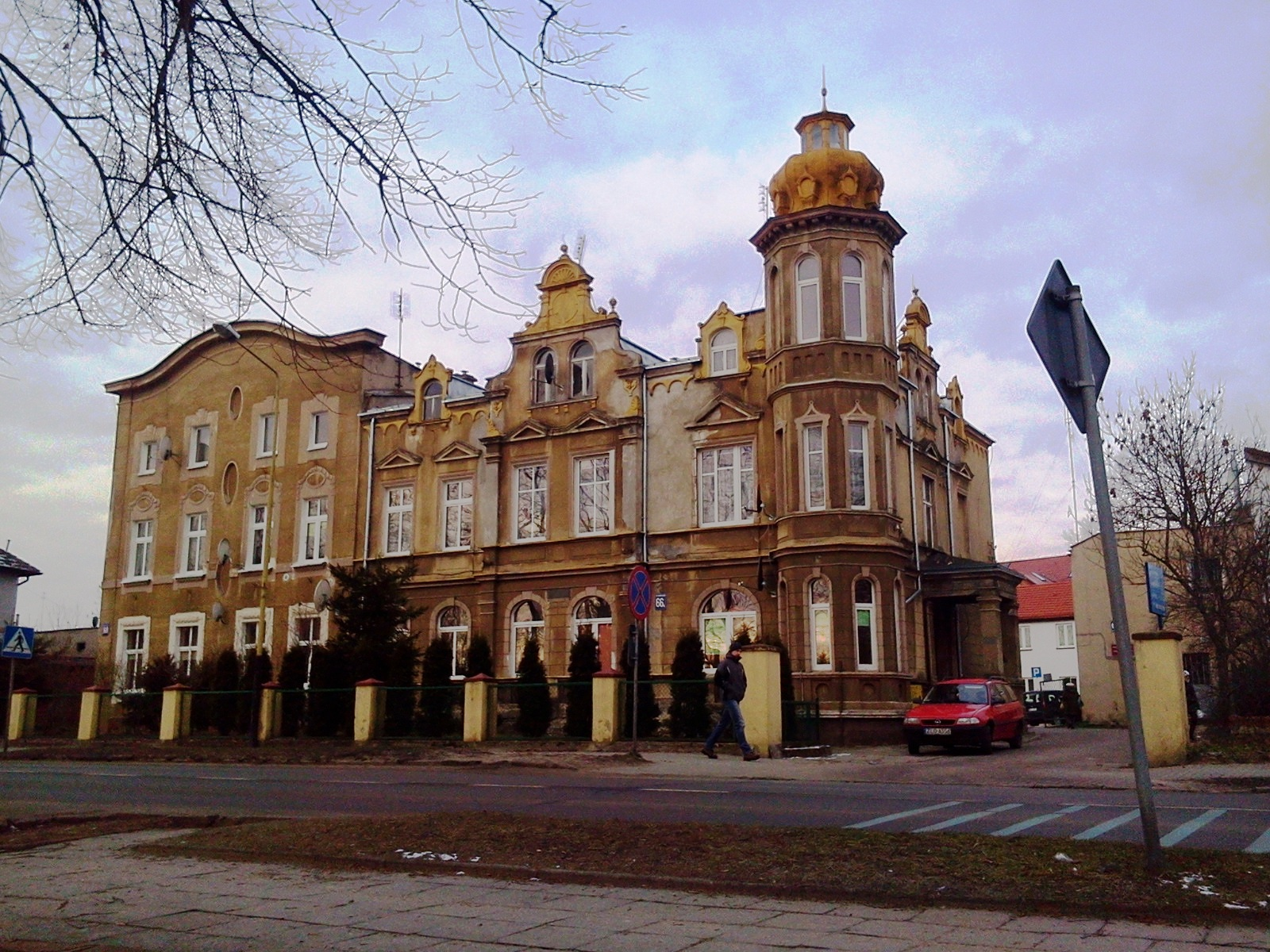
Исторический дом — в начале XX века
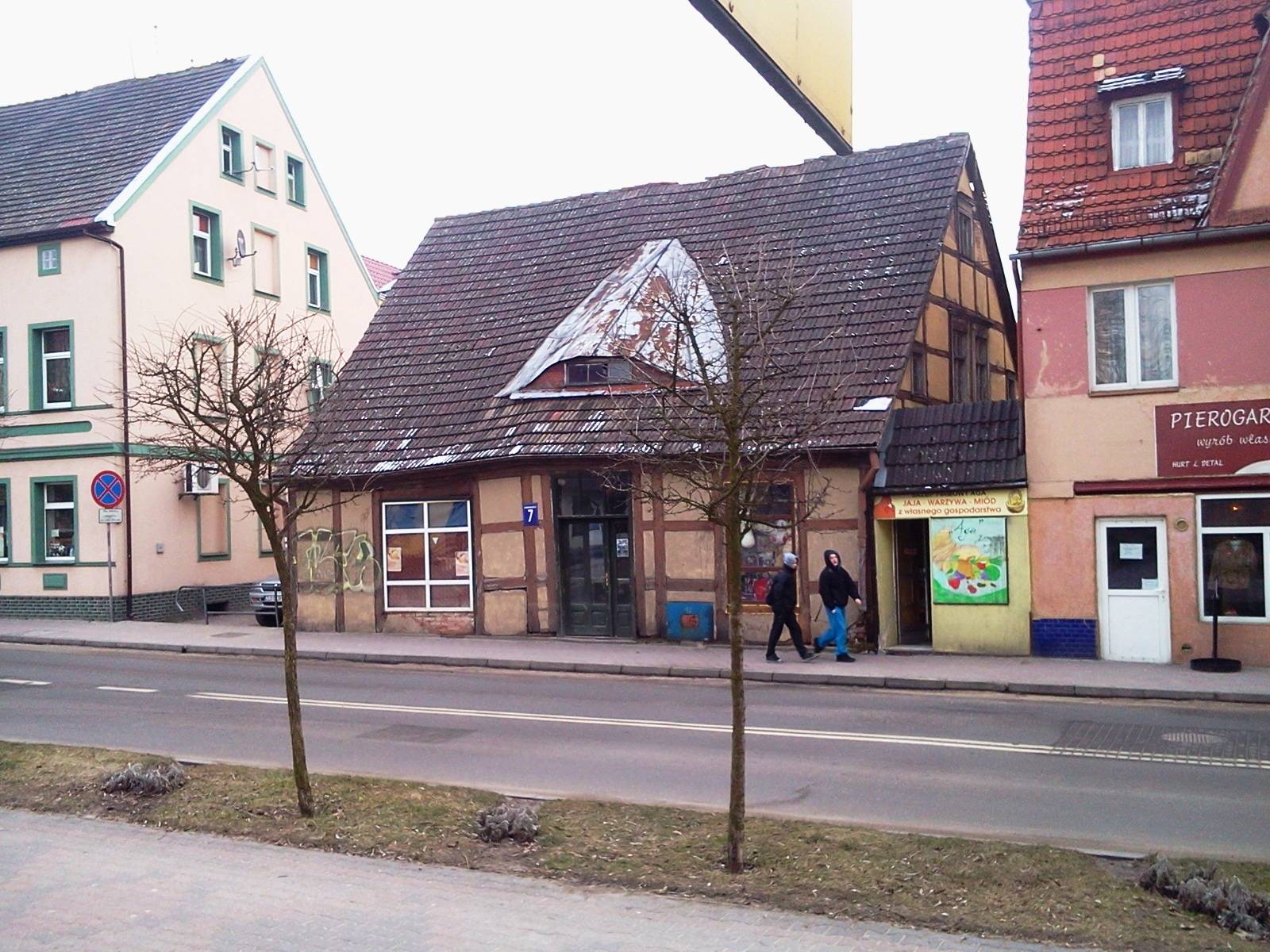
Фахверковые дома со зданием — в начале XIX века
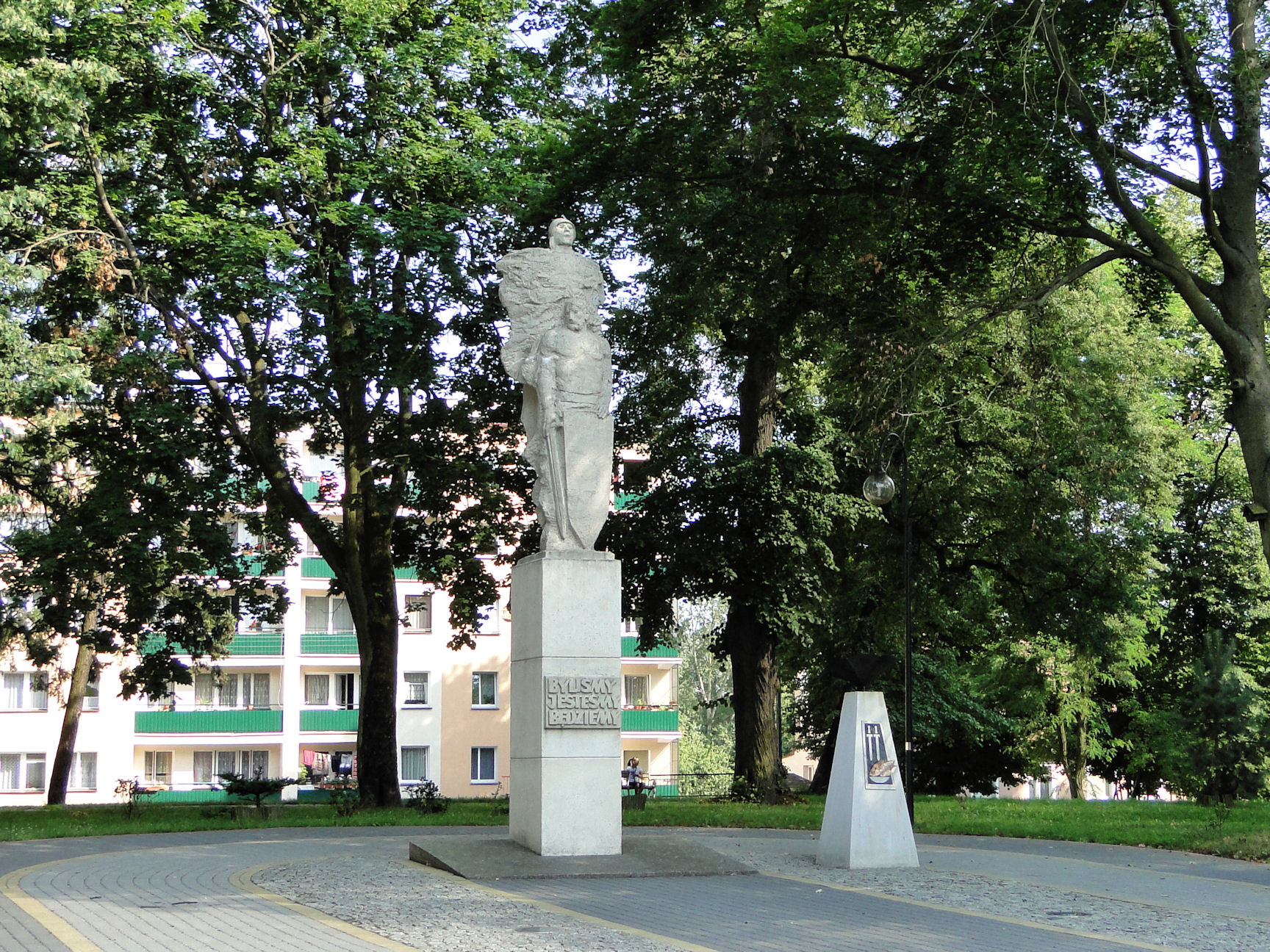
Памятник воинам Войска Польского и Красной Армии, павшим в боях за землю Лобез
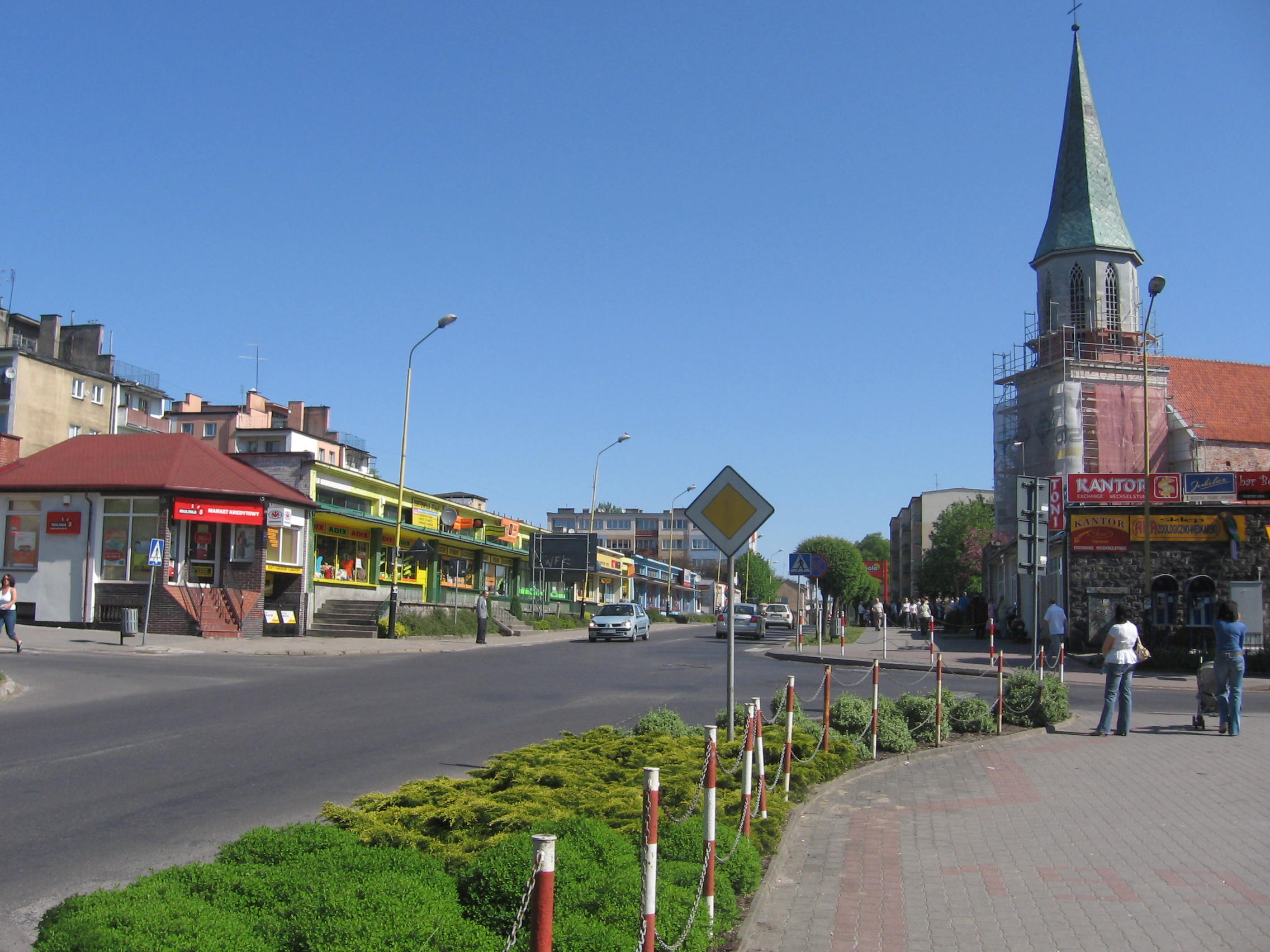
Главная улица
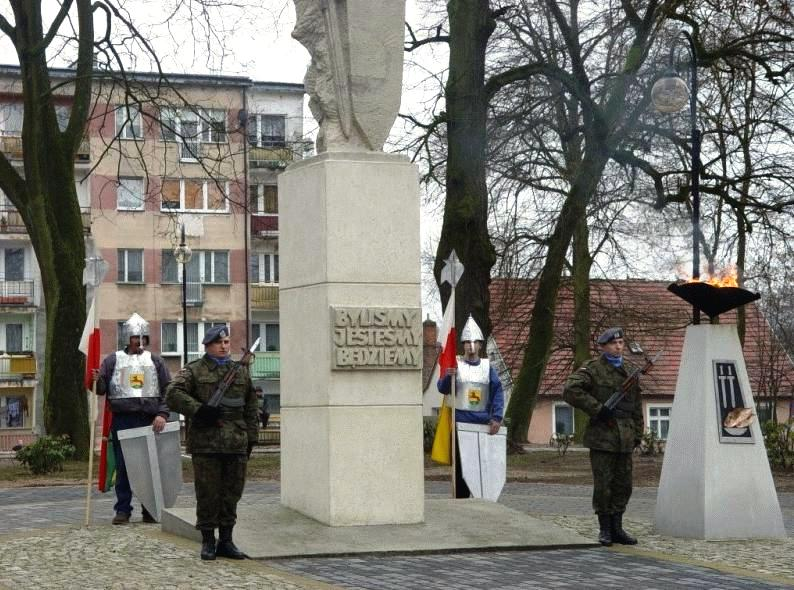
Почётный караул — 03.03.2009
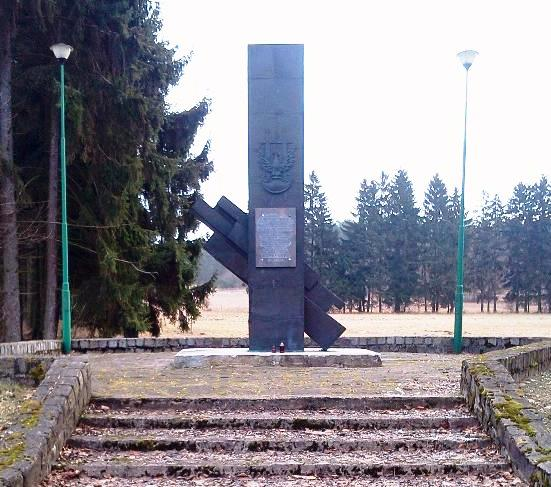
Памятник воинам Красной Армии и Войска Польского, погибшим в окрестностях Лобезa (Łobez — Świętoborzec)
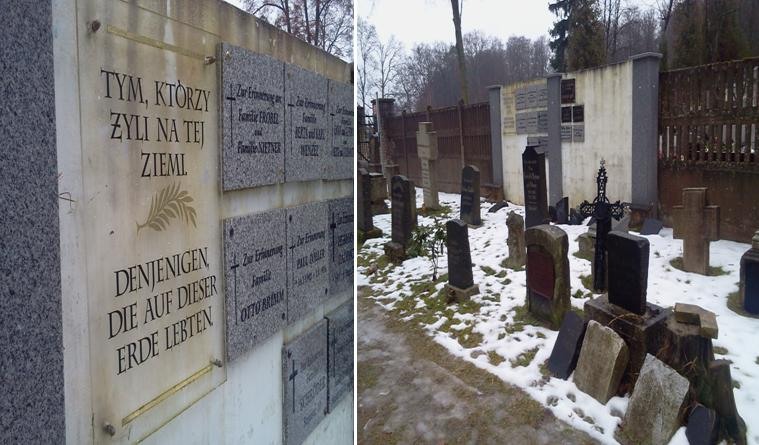
Лапидарий в память жителей города Лобез (немцы), погибших во время двух мировых войн (в том числе мемориальные доски с Кургана Роланда) и во время перемещения 1945—1947 годов
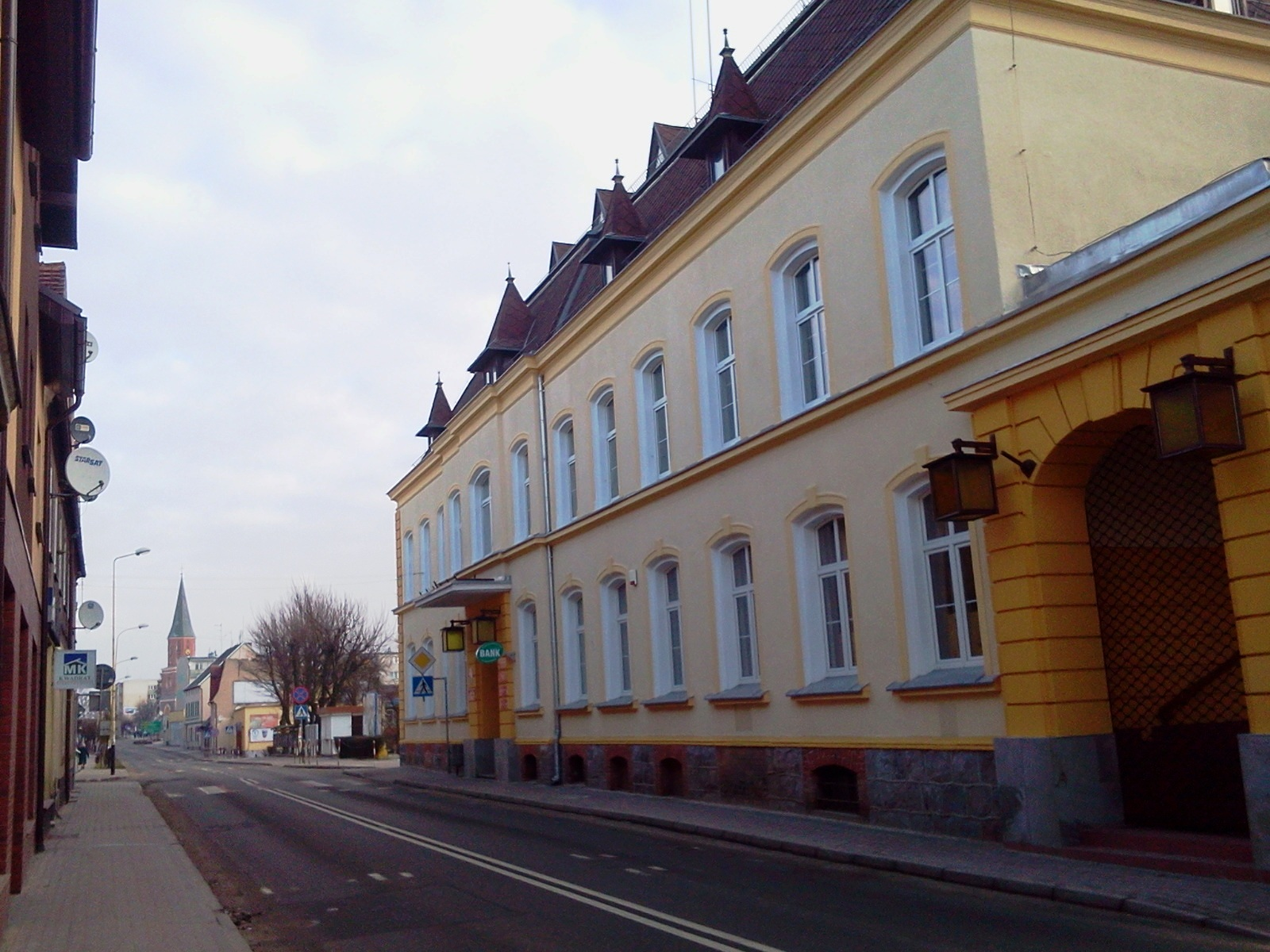
Городской совет

## Города-побратимы
Лобез является городом-побратимом следующих городов:
- Аффинг (1997)
- Кедайняй (2002)
- Пайкузе (2003)
- Свалёв (2000)
- Вик (2008)
- Гуча (2010)
- Истра (город) (2011)
- Бережаны (2022)[4]